# Eurídice Moreira
Eurídice Moreira da Silva (Maceió, 5 de março de 1939 – João Pessoa, 1 de julho de 2020), conhecida como Eurídice Moreira ou Dona Dida, foi uma  professora e política brasileira que representou o estado da Paraíba.

## Carreira
Em 1994, decidiu concorrer a uma vaga na Assembleia Legislativa da Paraíba (ALEPB). Seu mandato durou de 1995 a 1998.
Em 1998, tentou a reeleição como deputada estadual, mas não conseguiu votos suficientes para um novo mandato.
Em 2002, Moreira tentou recuperar sua cadeira na Assembleia Legislativa da Paraíba perdida nas eleições anteriores. Mais uma vez, não conseguiu votos suficientes para ser eleita.
Em 2004, foi eleita prefeita de Itabaiana. Seu primeiro mandato foi de 2005 a 2008.
Em 2008, foi reeleita prefeita de Itabaiana. Desta vez, ela permaneceu no cargo entre 2009 e 2012.

## Vida pessoal e morte
Moreira era viúva de Aglair Silva, político que também ocupava o cargo de prefeito de Itabaiana. Seu filho José Sinval, também político, é o vice-prefeito de Itabaiana.
Em 1 de julho de 2020, Moreira morreu em João Pessoa aos 81 anos de idade devido a complicações provocadas pela COVID-19 em meio a pandemia de COVID-19 no Brasil.